# بيروس الإبيري
بيروس الإبيري (بالإغريقية: Πύρρος؛ نقحرة: بيرهوس؛ 318/319-272 ق.م) هو ملك وسياسي إغريقي من العصر الهلنستي. كان ملك المولوسيانيون، من عائلة أياكوس الملكية، والذي أصبح لاحقا ملك إبيروس. كان بيروس من أشد خصوم روما في فترة قيامها المبكرة، وقد صنف على أنه أحد أعظم قادة العصر القديم. تكبد في العديد من انتصاراته خسائر جسيمة، والذي نتج عنها المصطلح العسكري «النصر البيروسي» الذي ارتبط باسمه.
أصبح بيروس ملكا على إبيروس في عام 306 ق.م وهو في سن الثالثة عشر، إلا أنه خلع من قبل كاسندر بعد أربع سنين من تعليه العرش. تمكن في عام 297 ق.م من استعادة حكمه بعد مشاركته في حروب ملوك طوائف الإسكندر بدعم من بطليموس الأول سوتر. إبان ماعرف بالحرب البيروسية، قام بيروس بطلبٍ من أهل مدينة تارنتم بمحاربة روما، وتمكن من إحراز العديد من الإنتصارات الباهظة في هَيراكِليا وأسكَولوم. زحف إلى جزيرة صقلية لانتزاعها من قرطاجة، إلا أنه أخرج منها بعد فترة وجيزة، وخسر جميع ماستولى عليه في إيطالية بعد هزيمته في معركة بنفنتوم عام 275 ق.م.
استولى بيروس على عرش مقدونيا من أنتيغونوس الثاني غوناتاس في عام 274 ق.م. وقام بغزو البيلوبونيز عام 272 ق.م، ثم شن حملة على مدينة سبارتا، إلا أن الهجوم الإبيري من قبله فشل، وقُتِل بعدها في معركة شوارعية في مدينة آرغوس في ذات العام.

## تأصيل
الاسم اللاتيني بيروس (باللاتينية: Pyrrhus) مشتق من الاسم الإغريقي بيرهوس (بالإغريقية: Πύρρος)، ويعني شبيه اللهب أو الملتهب، مشتقة من الكلمة "بير" (بالإغريقية: Πύρ) وتعني نار، واللاحقة -روس (بالإغريقية: ρος) وتعني قادر أو "يحتوي". وفقا لرأي آخر، فإن المعنى الحقيقي للاسم هو "احمرار النار"، وكان يستخدم خصيصا للدلالة على الشعر الأصهب. استخدم اسم بيروس كاسمٍ بديل لنيوبتوليموس، ابن أخيل والأميرة ديدامية في الأساطير الإغريقية الهوميروسية.

## بداية حياته

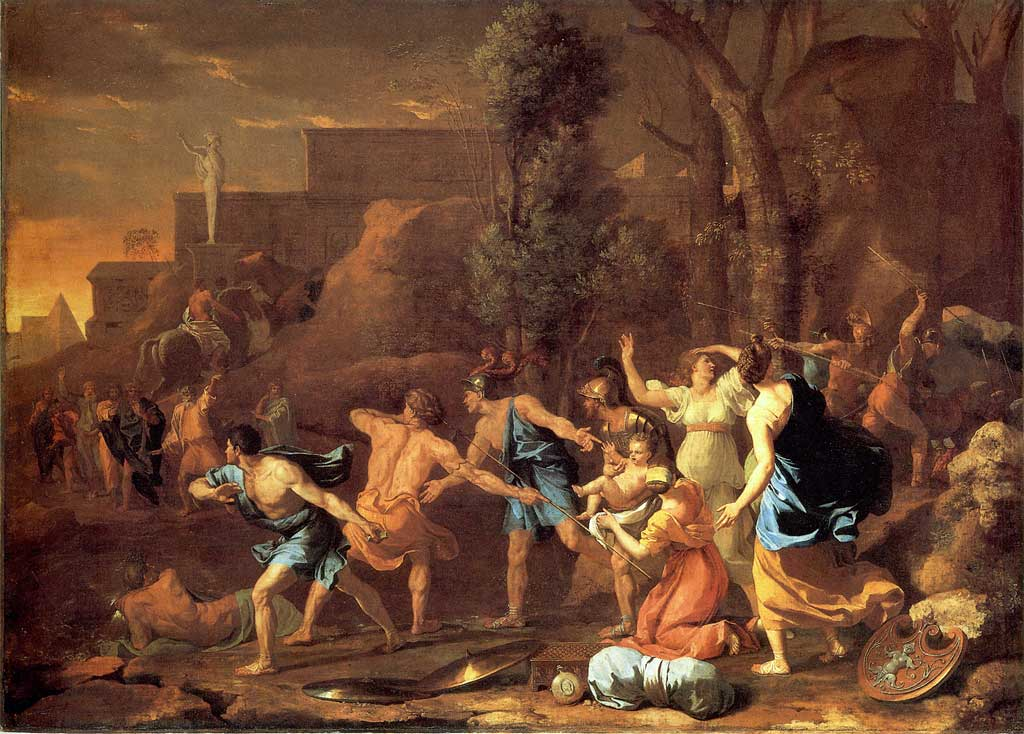
إنقاذ بيروس الصغير بعد نشوب ثورة ضد والده أيسيدس الإبيري بريشة نيكولا بوسان (حوالي عام 1634)

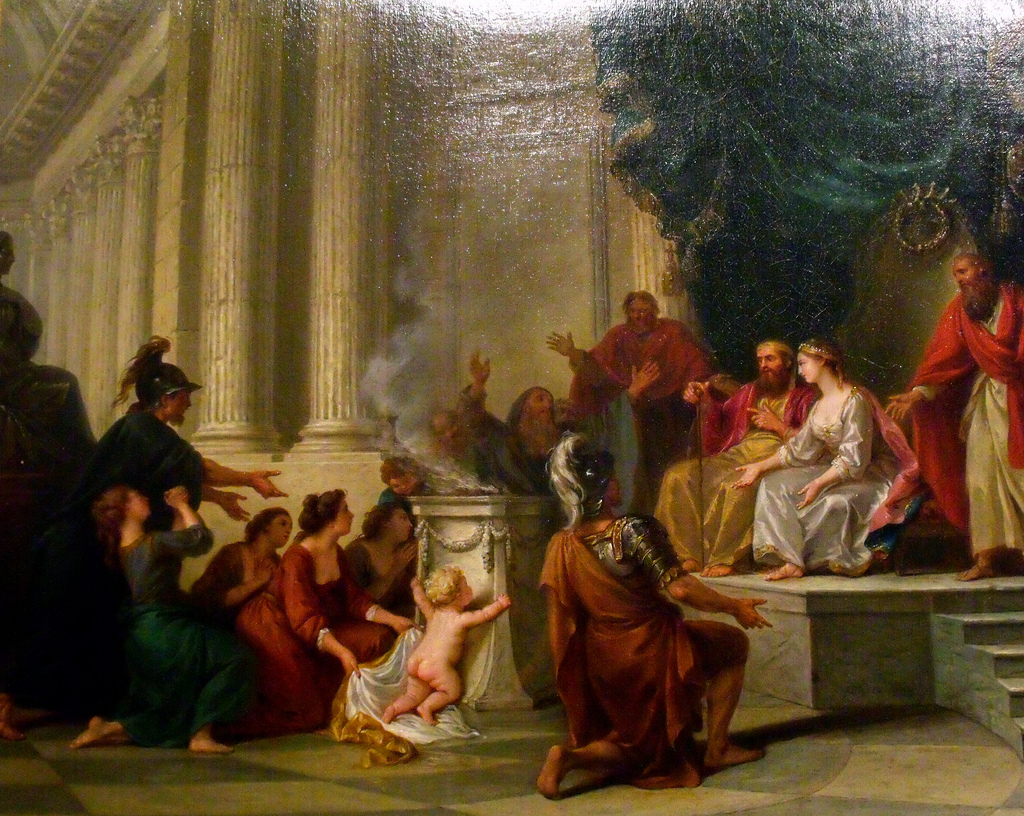
تقديم بيروس الرضيع للملك غلاوكياس بريشة نيكولا رينيه جولاين (حوالي عام 1779)

في عام 319 ق.م، ولد بيروس كالابن الأول للأمير أيسيدس الإبيري، والأميرة بيثيا، إحدى نبلاء إقليم ثيساليا اليوناني، وابنة القائد العسكري مينون. أيسيدس هو ابن عم أوليمبياس، بذلك يكون بيروس ابن عم ثاني للإسكندر الأكبر. لبيروس اختان هما: دايدامية و تروياس. في عام 318/319 ق.م، توفي أريمباس والد أيسيدس والوصي لعرش إبيروس، تاركا العرش للملكان أيسيدس ونيوبتوليموس.
قام أيسيدس بدعم أوليمبياس في حربها ضد كاسندر وزحف لمقدونيا. في عام 317 ق.م، عندما كان بيروس في الثانية من عمره، طلبت أوليمبياس الدعم من أيسيدس للمرة الثانية وقام بالزحف لمقدونيا مرة أخرى. لم يعجب العديد من جنوده بخدمته، وبدأو بالتمرد. استغنى أيسيديس عن خدماتهم في جيشه؛ وأصبح جيشه عاجزا عن تحقيق أي شيء لصغره. أقام المتمردون من جيشه ثورة ضد مَلِكِهم الغائب في إبيروس بعد وصولهم، وتمكنوا من خلع أيسيديس. أرسل كاسندر قائده ليسيسكس، ليعمل كوصي للعرش للملك القاصر نيوبتوليموس. وبذلك، أصبحت إبيروس بمثابة التبعية لحكم كاسندر. هربت عائلة بيروس إلى حاكم قبيلة التاولانتي، غلاوكياس، أحد أكبر قبائل الإليريون. نشأ بيروس على يد بوريا، زوجة غلاوكياس، والتي كانت مولوسيانية من أسرة أياكوس. قام كاسندر بمهاجمة غلاوكياس وتمكن من هزيمة جيشة، والإستيلاء على مدينة أبولونيا. وعد غلاوكياس كاسندر بأن لا يقوم بأي عملٍ ضده، إلا أنه رفض تسليم بيروس له.
في عام 313 ق.م، دخل كاسندر في صراعٍ مع أنتيغونوس مونوفثالموس، أحد أقوى زعماء الديادوكي. مخافة وقوع هجومٍ من آسيا الصغرى؛ حيث كان  أنتيغونوس يبني جيشه، صَوّب كاسندر تركيزه من الشرق إلى الغرب. انتهز أيسيديس الفرصة، حيث عاد إلى إبيروس؛ والذي يبدو بأنه استعاد شعبيته وتمكن من بناء جيشٍ كبير. أرسل كاسندر جيشا بقيادة أخيه فيليب والذي تمكن من هزيمة أيسيديس في معركتين. أصيب أيسيديس بجراحاتٍ في المعركة الأخيرة، ومات بعد فترة وجيزة متأثرا بجراحاته.

## فترة حكمه الأولى

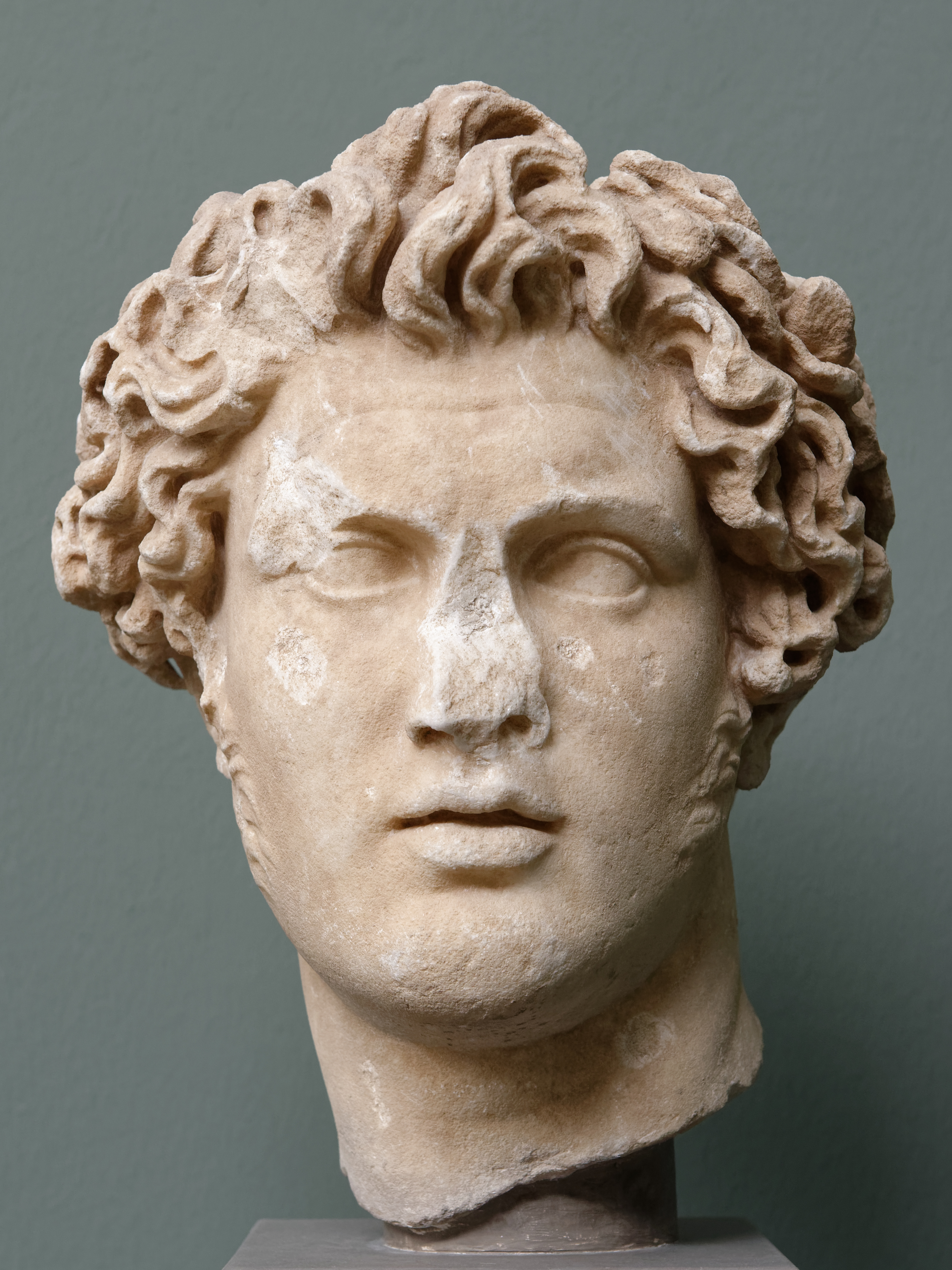
تمثال نصفي لبيروس الإبيري، نسخة رومانية من تمثال يوناني الأصل في ني كارلسبرغ غليبتوتيك، كوبنهاغن

في عام 307 ق.م، قام غلاوكياس بغزو إبيروس، ونصب بيروس على العرش. كان بيروس آنذاك في الحادية عشر من عمره، نتيجة لذلك، قام حراسه بإدارة الدولة بالنيابة عنه حتى يبلغ سن الرشد. عندما كان بيروس في السابعة عشر من عمره، قام بزيارة لبلاط غلاوكياس في إليريا لحضور زفاف إحد أبنائه. أثناء تواجده في إليريا، ثار المولوسيانيون ضده، واطاحوا به، ونصّبوا نيوبتوليموس على العرش. في هذه المرة، لم يكن غلاوكياس قادرا على فعل شيء من أجل بيروس.

## المنفى

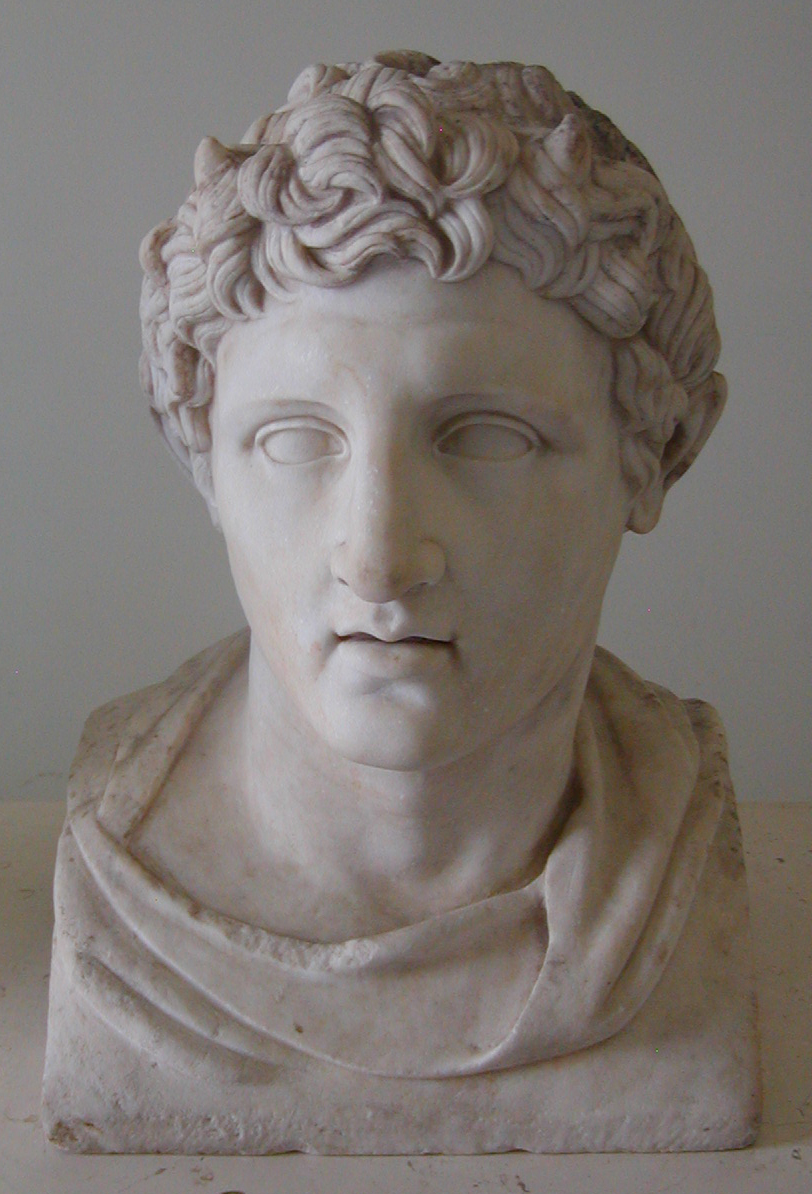
تمثال نصفي لديميتريوس الأول المقدوني، نسخة رومانية من القرن الأول قبل الميلاد لتمثال يوناني من القرن الثالث قبل الميلاد

سافر بيروس إلى البيلوبونيز، وقام بخدمة زوج أخته ديدامية، ديميتريوس بوليوركيتيس، في حملته ضد كاسندر في جنوب اليونان.

### معركة إبسوس
في عام 302 ق.م، انتقل ديميتريوس بجيشه إلى آسيا الصغرى لدعم أبيه أنتيغونوس مونوفثالموس. أنبهر أنتيغونوس من قدرات بيروس العسكرية وتنبأ له بمستقبلٍ زاهر؛ حيث قال بأنه إذا عاش عمرا كافيا فإنه سيصبح "أعظم قائد عسكري في زمنه".
نمت قوة أنتيغونوس بشكل كبير جدا، الأمر الذي جعل خلفاء الإسكندر، سلوقس وليسيماخوس وبطليموس وكاسندر بأن يتحدوا معا ضده. قام جيشي ليسيماخوس وسلوقس بجانب تعزيزات من كاسندر، بالتركز في آسيا الصغرى وزحفوا للقاء انتيغونوس. التقى الجيشين في إبسوس بإقليم فريجيا. تعد معركة إبسوس أحد أكبر وأهم معارك حروب ملوك طوائف الإسكندر. المرجح بأن بيروس حارب بجانب ديميتريوس في الجناح الأيمن من الجيش، والذي يعد موقعا مشرفا؛ أظهر بيروس تألقا وشجاعة بين المقاتلين. على الرغم من جهوده وشجاعته، إلا أن أنتيغونوس خسر المعركة ولقي فيها مصرعه. كونه منتصرا في قيادة جناحه، تمكن ديميتريوس من الإنسحاب من المعركة ومعه 9,000 مقاتل، واستمر بيروس في خدمة ديميتريوس ومساندته في إعادة بناء إمبراطوريته.

### بطليموس
في عام 298 ق.م، أُرْسِل بيروس كرهينة إلى الإسكندرية، تحت نص معاهدة السلام بين ديميتريوس وبطليموس الأول سوتير. هناك، تزوج بيروس من ربيبة بطليموس أنتيغون (ابنة برنيكي الأولى من زوجها الأول فيليب). في عام 297 ق.م، توفي كاسندر، ونظرا لحاجة بطليموس المستمرة للحصول على حلفاء، قرر بأن يساند بيروس لاستعادة ملكه. قام بتوفير الجيش والمال اللازم لبيروس وأرسله إلى إبيروس.

## فترة حكمه الثانية

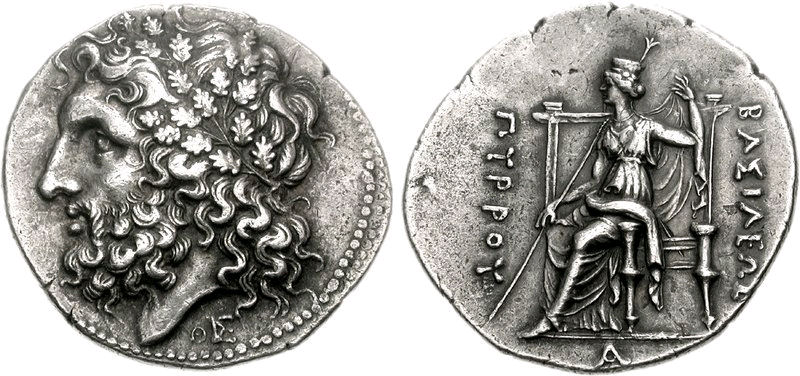
عملة نقدية في عهد بيروس، ملك إبيروس، بين الأعوام 297-272 ق.م.

عاد بيروس لإبيروس على رأس جيش؛ تفاديا لخوض حربٍ أهليةٍ، وافق بيروس لمشاركة الحكم مع نيوبتوليموس. لم تمر فترة طويلة حتى بدأ الملكان بالتآمر ضد بعضهم. علم بيروس بمؤامرة نيوبتوليموس لإغتياله وقرر أن يضرب أولا. قام بدعوة نيوبتوليموس لمأدبة وأمر بقتله. لا يظهر بأن صنعه أثار سخطا، حيث كان نبلاء إبيروس مخلصين له.
قام بيروس في عام 295 ق.م بنقل عاصمته إلى أمبراسيا. في عام 292 ق.م، دخل في حربٍ ضد حليفه السابق وزوج أخته، ديميتريوس، بعد أن قام بغزو ثيساليا عندما كان ديميتريوس يحاصر مدينة ثيفا. كان رد ديميتريوس سريعا؛ حيث وكل ابنه أنتيغونس غوناتاس على الحصار وعاد شمالا على رأس جيشٍ كبير للقائه. لم يقوى بيروس للقائه نظرا لتفوق أعداد ديميتريوس، فقرر العودة إلى إبيروس.
عندما عاد إلى إبيروس، تعرض بيروس لإنتكاسة أخرى؛ إذ قامت زوجته الثانية لاناسا، ابنة ملك صقلية المزعوم أغاثقلس بهجره. أدعت بأنها -ابنة الملك الإغريقي- لم تعد تطق مشاركة منزلها مع امرأة بربرية. هربت إلى كركيرا قابضة مهرها، وعرضت نفسها ومهرها لديميتريوس. قَبِل ديميتريوس عرضها، وقام بالإبحار لها، واتخذ موقعا في كركيرا. بعد أن عاد إلى جيشه في البر الرئيسي في اليونان، بدأ ديميتريوس بالتخطيط لغزو إبيروس. في عام 289 ق.م، قام بغزو الاتحاد الأيتولي حلفاء بيروس، متأملا بأن يقضي عليهم قبل أن يغزو إبيروس. رفض الأيتوليين مواجهته في معركة، وانسحبوا إلى السهول. بعد نهبه للأراضي الريفية الأيتولية، ترك ديميتريوس قوة عسكرية تحت أمرة قائده الأقوى بانتاكوس، وزحف بجيشه إلى إبيروس. في تلك الأثناء، قام بيروس بحشد جيشٍ كبيرٍ وزحف به لينقذ حلفائه الأيتوليين. تجاوز الجيشين بعضهما سالكين طريقين مختلفين، وعند وصوله بدأ ديميتريوس بنهب إبيروس، بين ما كان بيروس يقاتل بانتاكوس.
رافق بيروس السواد الأكبر من جيش إبيروس، حيث تراوحت أعداد جنوده بين 20,000-25,000، بينما كان بانتاكوس يقود جزءا من جيش ديميتريوس لا يتجاوز 11,000 رجلا. كان القتال شديدا، ووفقا للمصادر، قام الطرفان بالبحث عن بعضهم. قام بانتاكوس بتحدي بيروس لمبارزته، وافق بيروس على ذلك. بعدما ألقى الطرفان على بعضهم الرماح، بدأو بالاقتتال بالسيف. جُرِح بيروس في المبارزة، إلا أنه بالمقابل تمكن من جَرْح بانتاكوس في فخذه ورقبته. أضطر حراس بانتاكوس بسحبه من المعركة. بسبب انتصار ملكهم، رفعت معنويات الجند، وأكملوا قتالهم وتمكنوا من كسر صفوفهم، وأسر 5,000 رجل منهم. تقديرا لانتصاره، ألقى الجنود اسم "الصقر" على بيروس. بعد وصول خبر انتصار بيروس، عاد ديميتريوس إلى مقدونيا. أطلق بيروس الأسرى وعاد إلى إبيروس.
في عام 289 ق.م، بعد أن علم بيروس بأن ديميتريوس كان يعاني من مرض شديد، قام بغزو مقدونيا. كان هدفه الأولي هو النهب، ولكن بسبب عدم مقدرة ديميتريوس لقيادة جيشه ومواجهته، لم يواجه بيروس أي مقاومة حقيقية. تعمق بيروس حتى بلغ عاصمة مقدونيا القديمة أيجاي، قبل أن يتمكن ديميتريوس من استعادة قوته لمواجهته. بسبب قيادة ديميتريوس لجيشٍ أقوى منه، لم يكن لدى بيروس أي خيار سوى الإنسحاب.
ديميتريوس، مجهد بقدر بيروس، خطط لغزو آسيا لاستعادة ممتلكات أبيه السابقة. نجح في تحقيق سلام مع بيروس، بعد أن منحه الأراضي التي استحوذ عليها في مقدونيا، بين ما أبقى جزيرتي كركيرا ولُقاطة، ثم قام بتجهيز جيش كبير وأسطول ضخم. أمام هذا التهديد، قام ملوك الطوائف ليسيماخوس وبطليموس وسلوقس بالتحالف معا ضده. أرسل الملوك الثلاث سفراء إلى بيروس ليجعلوه إما في صفهم أو أن يكون محايدا. إذا انتصر الحلفاء وبقي بيروس محايدا، لن يكسب من الحرب شيء. في المقابل، لو تمكن ديميتريوس من هزيمتهم، فسيتمكن ديميتريوس من قهر بيروس في أي وقت في المستقبل. عداوة بيروس لديميتريوس قد تكون سببا اضافيا لاتخاذه قراره بأن يكون في صف الحلفاء.
في عام 288 ق.م، بدأ الملوك المتحالفون حملتهم ضد ديميتريوس. أبحر بطليموس لمواجهة حلفاء ديميتريوس الإغريق بأسطول كبير. بينما قام ليسيماخوس بغزو مقدونيا الشمالية من تراقيا. قام بيروس بانتظار ديميتريوس بالزحف بجيشه لمواجهة ليسيماخوس، ثم قام بالهجوم على جنوب مقدونيا. لابد من أن ديميتريوس ظن بأن بيروس لن ينكث المعاهدة؛ لأن جنوب وشرق مقدونيا وقع في أيدي بيروس من دون مقاومة. في تلك الأثناء حقق ديميتريوس انتصارا على ليسيماخوس بالقرب من امفيبوليس. بعد أن علم الجيش المقدوني بأن أرضهم تتعرض للاجتياح من قبل بيروس، بدأوا بالإنقلاب ضده. ذاقوا ذرعا من حكمه الاستبدادي وخططه الطموحة ورفضوا التقدم. قاد ديميتريوس جيشه لمواجهة بيروس، متأملا بأن لقاء حاكم من الخارج يغزوا أرضهم من قبل جنوده أرجى من لقاء ليسيماخوس، قائد الأسكندر المخضرم. لسوء حظه، وبسبب شدة استياء جنوده منه، بدأ جنوده بالدخول في صفوف بيروس، حينها أجبر على الإنسحاب. وصل بيروس إلى ليسيماخوس بعد فترة وجيزة، وقررا أن يشتركان في حكم مقدونيا.
قام ديميتريوس بحشد جيشٍ جديد في اليونان وبدأ بحصار مدينة أثينا، بسبب نشوب ثورة ضد الحكومة الشكلية التي أنشأها. طلب الأثينيون المعونة من بيروس، فقام بالزحف مجددا للقائه. دفع هذا الأمر ديميتريوس لوقف حصاره على المدينة. عبر الأثينيون عن شكرهم لبيروس ببنائهم تمثال نفصيّ له، والسماح له بالدخول إلى المدينة للاحتفال، لكنهم لم يسمحوا لجيشه بالدخول إلى المدينة، غالبا لخوفهم من أن يضع قوات له في المدينة وأن يجعل نفسه حاكما عليها. استغل بيروس هذا الموقف، ونصحهم بأن لا يجلعوا ملكا يدخل مدينتهم مرة أخرى.
عقد بيروس صلحا مع ديميتريوس للمرة الثانية، وكما في المرات السابقة، لم يدم السلام طويلا. عندما قام ديميتريوس في عام 286 ق.م بغزو الأراضي الآسيوية الخاضعة لليسيماخوس، طلب ليسيماخوس من بيروس بأن يهجم على ثيساليا، ومن هناك يقوم بمهاجمة حامية ديميتريوس في اليونان. وافق بيروس، غالبا لجعل جنوده المقدونيين العنيدين منشغلين لكي لا يثوروا ضده، ولكي يحقق انتصارا سهلا على خصمه المضعف. حقق انتصارا سريعا ضد أنتيغونس غوناتاس، ابن ديميتريوس، والذي أعطاه ثيساليا مقابل الصلح. في هذه الفترة بلغت إمبراطورية بيروس في اليونان أقصى قوتها: حكم دولة إيبيروسية موسعة ونصف أراضي مقدونيا وإقليم ثيساليا.
في عام 285 ق.م، هُزِم ديميتريوس من قِبَل سلوقس. أعطى هذا الأمر ليسيماخوس الحرية للتخلص من شريكه في حكم مقدونيا. بدأ أولا بإبعاد بيروس عن حليفه الأولي بطليموس، حيث قام بالزواج من أرسينوي الثانية، أخت بطليموس الثاني فيلادلفيوس. قام كذلك بإرسال دعم كبير للأيتوليين، حلفاء بيروس الأساسيين في اليونان. شعر بيروس بالخطر الكافي لكي يصنع تحالفا مع أنتيغونس غوناتاس. في عام 284 ق.م، غزا ليسيماخوس أراضي بيروس المقدونية بجيش كبير. غير قادرٍ على الوقوف ضد جيشه المتفوق، انسحب بيروس واتحد مع أنتيغونس غوناتاس. بدأ ليسيماخوس بحملة تشويهية ضد بيروس، حيث قام بإغراء الوطنيين المقدونيين الذين يخدمون تحت بيروس. ذَكّرهم بأن بيروس ملك من الخارج، بينما هو كان مقدونيًّا بالفعل. نجحت حملة ليسيماخوس. بعد أن انقلبوا جنده المقدونيون ضده، لم يكن لدى بيروس خيار سوى الإنسحاب إلى إبيروس. قام ليسيماخوس بغزو ونهب إبيروس في العام التالي. لم يعارض بيروس هجوم ليسيماخوس لأنه غالبا كان يخوض صراعا في إليريا في الشمال. وفقا لباوسانيوس، "كان بيروس يحوم في الجوار كالمعتاد".

## صراعه مع الرومان

الطرق التي سلكت ضد الرومان في الحرب البيروسية (280–275 ق.م)

دخلت مدينة تارنتم الإغريقية في جنوب إيطاليا في مخاصمة مع الرومان بسبب نقضهم معاهدة سابقة تنص على عدم جواز إبحار أي سفينة حربية تتبع لروما في خليج تارنتين. في عام 282 ق.م، وضع الرومان حامية في مدن ثيراي (في نهاية الجزء الشرقي من خليج تارنتين)، ولوكري وريدجوم الإغريقية، وأرسلت سفنا حربية إلى ثيراي. على الرغم من أن هذا الصنيع كان ضد سكان لُكانيا، إلا أن ذلك أثار غضب التارنتينيون، وقاموا بالهجوم على الحامية الرومانية في ثيراي، وتمكنوا من طردهم من المدينة وإغراق جزءا من سفنهم الحربية. أصبحت الآن تارنتم في مواجهة مباشرة مع الجيش الروماني، والذي يعني هزيمة مؤكدة، إلا إذا تمكنوا من الإستعانة بدولة أقوى. تمكنت روما من أن تفرض نفسها كدولة قوية في المنطقة، وقد أبدت استعدادا لإخضاع كل المدن في ماجنا غراسيا. طلب التارنتينيون المساعدة من بيروس لقيادة حربهم ضد الرومان. تم تشجيع بيروس لمساندة التارنتينيون في حربهم من قبل كاهنة ديلفي. كان مدركا لاحتمالية تَمَكنه من تكوين إمبراطورية في إيطاليا لنفسه. أنشأ تحالفًا مع بطليموس كيراونوس، ملك مقدونيا وأقوى جار له، وبلغ الأراضي الإيطالية في عام 280 ق.م.
دخل بيروس إيطاليا بجيشٍ يتألف من 20,000 من المشاة، و3,000 فارسا، و2,000 نبالا، و500 راميا بالمقالع، و20 فيلا حربيا، في رهان لإخضاع الرومان. منحت الفيلة لبيروس من قبل بطليموس الثاني فيلادلفيوس، والذي وعد بإرسال 9,000 مقاتل و50 فيلا إلى إبيروس لحمايتها عندما يكون بيروس بعيدا.
بسبب تفوق خيالته، وفيلته وفيلقه المميت، تمكن من هزيمة الرومان، تحت قيادة القنصل بابليوس فاليريوس ليفينوس، في معركة هَيراكِليا في عام 280 ق.م، في إقليم لكانية الروماني. هنالك اختلاف بين المصادر في عدد القتلى. هيرونيموس الكاردي ينقل بأن الرومان خسروا 7,000 بينما خسر بيروس خسر 3,000، منهم خيرة رجاله؛ دايونايسيس ينقل أرقاما أكثر دموية، بواقع 15,000 روماني و13,000 إبيري ميتا. العديد من القبائل، من ضمنهم اللوكانيون والبروتيون والميسابيون، ومدينتي كروتوني ولوكري الإغريقية، انضموا إلى بيروس. قام بعدها بتقديم معاهدة سلام للرومانيون، والتي رفضت في نهاية المطاف. حاول بيروس من انتزاع كمبانية من الرومان، لكنه فشل في هذه الخطوة من قبل جيش ليفينيوس المُعَزّز. قام بكل جرأة بالزحف لروما بنفسها، لكنه وجده دفاعاتها منيعة جدا. في تلك الأثناء، قام الرومان بعقد صلح مع الإتروريين واستدعوا القنصل الآخر تايبيريوس كورونكانيوس، والذي كان يتجه بجيشه إلى روما من جنوب إتروريا. أصبح الآن بيروس تحت مواجهة ثلاث جيوش رومانية؛ حامية مدينة روما، وليفينيوس في الجنوب، وكورونكانيوس في الشمال. مخافة وقوعه بين ثلاثة جيوش، قام بيروس بسحب جنوده إلى تارنتم، حيث قضا فيها فصل الشتاء.
عندما غزا بيروس بولية (279 ق.م)، التقى الجيشين في معركة أسكَولوم، حيث انتصر بيروس في معركة باهظة. قائد الجيش الروماني، القنصل بابليوس دسيوس موس، وعلى الرغم من خسارة جيشه في المعركة، إلا أنه تمكن من كسر قوة جيش بيروس، مؤكدا بذلك سلامة روما نفسها. في النهاية، خسر الرومان نحو 6,000 رجل وبيروس خسر 3,500 من ضمنهم العديد من ضباطه. لاحقا، علق بيروس على انتصاره في أسكَولوم، حيث قال "إذا انتصرنا في معركة أخرى مع الرومان، سنتدمر تماما". من هذه الحادثة الأشبه بالأسطورة انبثق المصطلح «النصر البيروسي».

## حاكم صقلية

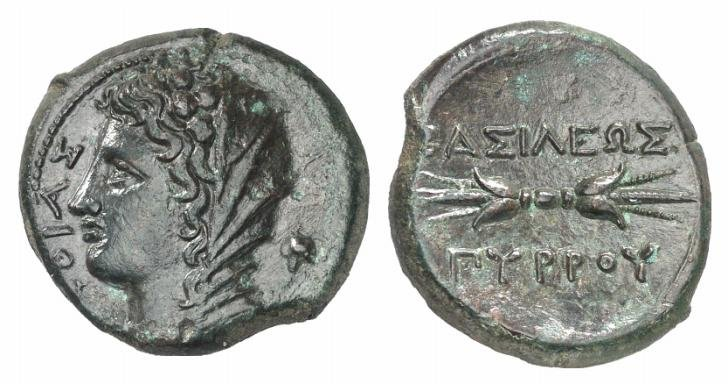
عملة معدنية سكت في سيراكوز أثناء عهد بيروس، 278 ق.م.

في عام 278 ق.م، حصل بيروس على عرضين بشكلِ متتالي. طلبت المدن الإغريقية في صقلية من بيروس بأن يأتي لكي يطرد القرطاجيين من الجزيرة، والتي كانت بجانب روما أقوى دولتين في شرق البحر المتوسط. في تلك الأثناء، قام المقدونيون، والذي قُتِل مَلِكهم بطليموس كيراونوس بسبب غزو الغال، بطلب قدومه ليعتلي عرش الدولة. رأى بيروس بأن عرض صقلية يمنحه فرصة أفضل، وقام بالإبحار إليها.
في عام 278 ق.م، وبعد فترة قصيرة من نزول جنوده إلى جزيرة صقلية، قام برفع حصار قرطاج لمدينة سيراكوز. أُعلن بيروس ملكا على صقلية. كان قبل ذلك قد خطط لكي يجعل ابنه هيلينوس يرث مملكة صقلية وابنه الآخر الأسكندر بأن يعطى إيطاليا. في عام 277 ق.م، استولى بيروس على إيريكس، أقوى حصن قرطاجي في صقلية. دفع هذا الأمر المدن التي تخضع لسيطرة قرطاج بأن تنضم إلى صف بيروس.
في عام 276 ق.م، تفاوض بيروس مع القرطاجيين. على الرغم من كونهم منحازون إلى أن يكونوا على وفاق معه، وأن يمدوه بالمال والسفن فور تكوين علاقات ودية، إلا أنه طالبهم بأن يتنازلوا عن جميع ممتلكاتهم في صقلية وأن يجعلوا البحر الليبي منطقة فصل بينهم وبين الإغريق. عارضت المدن الإغريقية في صقلية السلام مع قرطاج لأنهم لازالوا يتحكمون بحصن ليليبايوم القوي، في نهاية الجزء الشرقي من الجزيرة. خضع بيروس في النهاية للطلباتهم وأنهى مفاوضات السلام. بدأ جيش بيروس بعد ذلك بحصار ليليبايوم. أجرى بيروس لمدة شهرين العديد من الهجمات الفاشلة على المدينة، حتى أدرك بأنه لن يقدر على حصارهم بشكل فعال من دون حصارهم بحرا أيضا. طلب بيروس بعد ذلك من الصقليين بأن يمدوه بالرجال والمال لكي يبني أسطولا قويا. عندما استاء الصقليون من هذه الطلبات، اضطر بيروس بأن يُجْبِرهم على المساهمة وأن يتماشوا مع خطته. تصاعدت هذه الإجراءات حتى أنه فرض نظاما دكتاتوريا عسكريا في صقلية ووضع حاميات تابعة له على المدن.
لم تكن هذه التصرفات تحضى بشعبية من قبل الصقليين وبعد فترة وجيزة تحول الرأي العام ضده في صقلية. أغضب بيروس الصقليين الإغريق إلى درجة أنهم أصبحوا على استعداد بأن يتصالحوا مع القرطاجيين. انتهز القرطاجيون هذه الفرصة وأرسلو جيشا آخر ضده. هُزِم هذا الجيش فورا. وعلى الرغم من هذا النصر، استمر الرأي الصقلي بالتزايد ضد بيروس، والذي بدأ بالتفكير بأن يهجر صقلية. في هذه الفترة، وصل المبعوث السامنيتي والتارنتيني إلى بيروس وأطلعوه بأن كل المدن الإغريقية في إيطاليا ماعدا تارنتم قد خضعت للرومان. اتخذ بيروس قراره، وقام بمغادرة صقلية. أثناء بدء سفنه بمغادرة صقلية، وفي فعل تنبأ فيه بالحروب البونيقية، خاطب رفاقه قائلا: "يالها من ساحة صراعٍ، يارفاقي، قد تركناها للقرطاجيين والرومان." وعندما كان جيش بيروس يبحر إلى إيطاليا، تعرضت سفنه للتدمير من قبل القرطاجيين في معركة مضيق مسينا، والذي نتج عنه تدمير 98 سفينة إما غرقت أو تعطلت من أصل 110 سفينة.

## الانسحاب من إيطاليا
بينما كان بيروس في حملته ضد القرطاجيين، أعاد الرومان بناء جيشهم بعد قيامهم بتجنيد آلاف الرجال الجدد. بالقرب من مدينة بينفينتو الحالية، قام أحد القنصلين الرومانيين لعام (275 ق.م)، مانيوس كوريوس دنتاتوس، بالتخيم مع جيشه. بينما كان القنصل الآخر في لوكانيا، لذا قام بيروس بإرسال جزء من جيشه ضده، ليمنعه من أن يتحد مع كوريوس، والذي بقي بيبروس بنفسه ليتعامل معه. خرج بيروس ليلا لكي يصل إليه سرا. ولكن، أحدثت كثافة النباتات في المنطقة مشكلة لرجاله، والذين وصلوا أخيرا في النهار، عندما كانوا مجهدين ومن المستحيل أن يهجموا من دون أن يُكشفوا.
نتيجة لذلك ردع هجومه، وخسر بيروس نفص فيلته. في اليوم التالي بادر الرومان بالهجوم. كان هجومهم الأولي، بفضل مكر بيروس وقوة مقاومة الجيش الإبيري قد فشل. ولكن الموجة الثانية من الهجوم أرعبت الفيلة - ربما بسبب الأسهم المشتعلة – وجعلهم ينطلقون باتجاه الجيش الإبيري. غادر الإبيريون ساحة المعركة في حالة من الفوضى، ولم يكن لبيروس خيار سوى الإنسحاب من المعركة.
بعد هذه المعركة الحاسمة، قرر بيروس أن ينهي حملته في إيطاليا وعاد إلى إبيروس بعد أن خسر كل ممتلكاته التي استحوذ عليها في إيطاليا. لم يبقى سوى مدينة تارنتم في قبضة الإبيريين.

## آخر حروبه ووفاته

حصار سبارتا، بريشة الفنان فرانسس توبينو ليبرن

أحدثت حملته على الغرب ضربة موجعة لجيشه وخزانته. على الرغم (أو ربما بسبب) هذا، ذهب بيروس للحرب مرة أخرى. كانت مملكة عدوه أنتيغونوس غوناتاس المقدوني الهدف الأبرز. قام بيروس بتقويم جيش من حامياته الإبيرية والمرتزقة الغالية والجنود الذي أرجعهم من إيطاليا وزحف باتجاه الشرق نحو مقدونيا. انتصر بسهولة في معركة آووس وأخذ معضم مقدونيا.
تمكن أنتيغونيس من إبقاء عدد من المدن الساحلية. ثم انتظر الفرصة المناسبة لاستعادة مملكته عندما يكون بيروس باحثا عن حرب أخرى. كذلك، دمر بيروس شعبيته في مقدونيا بعد أن سمح للغال بأن ينهبوا معابد الملوك في إيجة.
في عام 272 ق.م، قام كيوليموس، وهو سبارتي -ذو دماء ملكية- مكروها من قبل رفاقه السبارتيين، بطلب بيروس بأن يهاجم سبارتا وأن يضعه في السلطة. وافق بيروس على الخطة، بنية التحكم على البيلوبونيز لنفسه، لكنه واجه مقاومة شديدة غير متوقعة أفشلت هجومه على سبارتا. أثناء انسحابه خسر ابنه الأكبر بطليموس، والذي كان يقود مؤخرة الجيش.
لم يكن لدى بيروس الوقت للندب على ابنه، إذ عُرِضَت عليه فورا فرصة بأن يتدخل في نزاع أهلي في آرغوس. لأن أنتيغونوس غوناتاس كان قادما أيضا، تعجل بالدخول إلى المدينة بجيشه في الخفاء، إلا أنه وجد نفسه في مواجهة ضد حشد من الجنود المعادين له. أثناء معركة آرغوس المشتتة في طرق المدينة الضيقة، أصبح بيروس محاصرا. عندما كان يقاتل جنديا آرغوسي، قامت والدة الجندي المسنة، والتي كانت تراقب من أعلى الصطح، برمي قطعة بلاط صوبه طرحته من على حصانه وكسرت جزءا من عموده الفقري، والتي تسببت بشلله. لايعرف ما إذا كان بيروس على قيد الحياة بعد تعرضه للضربة، ولكن موته كان مؤكدا بعد أن قام جنديا مقدونيا اسمه زوبايروس، على الرغم من كونه خائفا من نظرة الملك اللاواعي، بشكل متردد وأحمق بفصل رأسه عن جسده الساكن. تمت إعادة سرد هذه القصة لاحقا من قبل بلوتارخ في "حياة بيروس".
قام أنتيغونوس بحرق جثته بكل شرف وأرسل ابنه الناجي هيلينوس إلى إبيروس. في نفس ذلك العام، وبعد سماع خبر موت بيروس، استسلم التارنتينيون لروما.

## الإرث

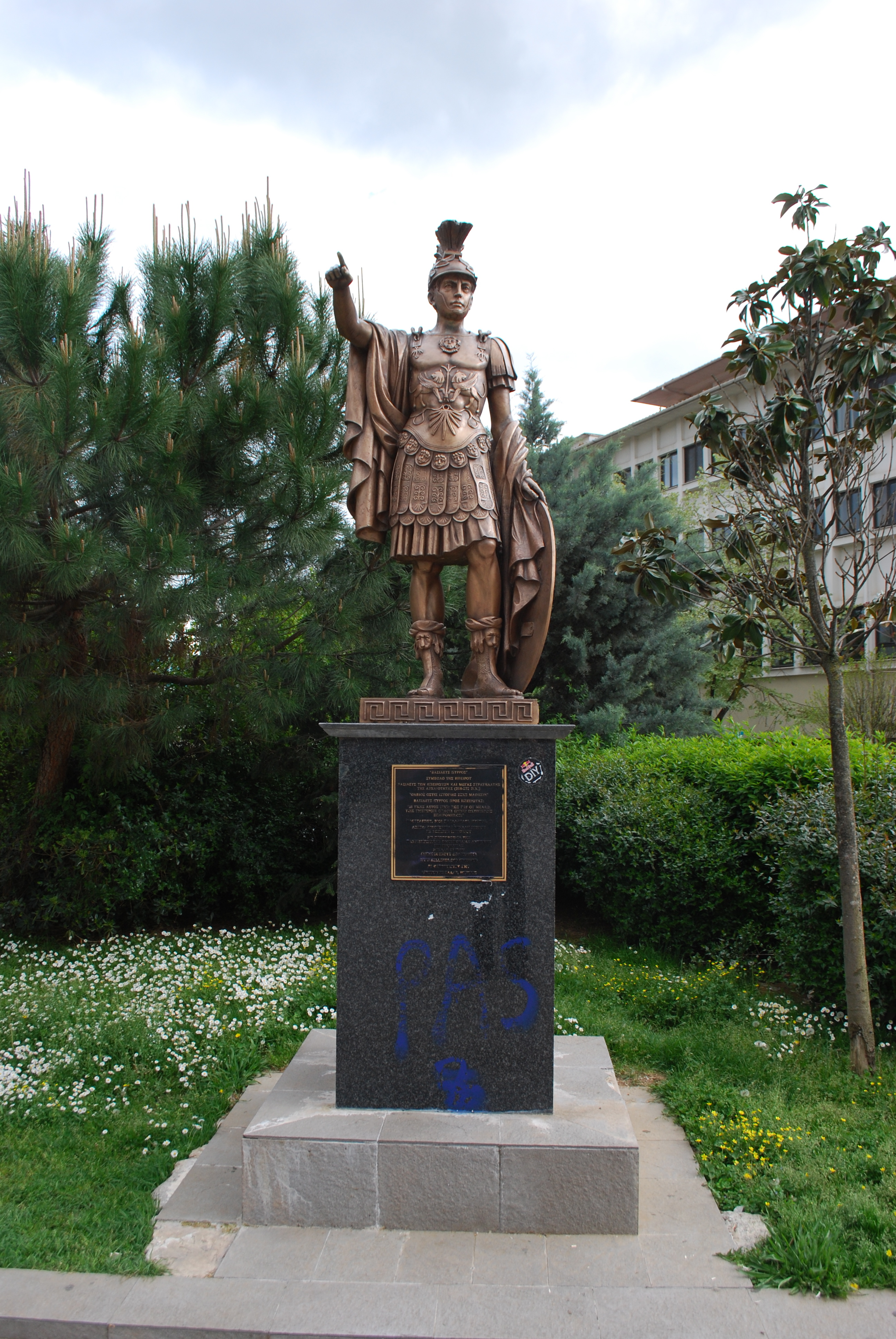
تمثال لبيروس في آيونية، اليونان

في "حياة بيروس"، ذَكَر بلوتارخ بأن حنبعل قد صنف بيروس على أنه أفضل قائد قد رآه العالم، على الرغم من أنه ذَكَر في "حياة تايتوس كوينتوس فلامينيوس"، بأنه جعله الثاني بعد الإسكندر الأكبر. هذا الوصف المتأخر قد ذُكِر أيضا من قبل أبيان. على الرغم من كونه متقلبا وفي أغلب الأحيان قلقا، وكونه ملكا غير حكيمٍ أحيانا، إلا أنه ينظر إليه على أنه أحد أفضل القادة في زمانه.
عرف عن بيروس الإحسان. كقائد، كانت أكبر نقطة ضعف سياسية لدى بيروس هي فشله بأن يحافظ على تركيزه وأن يحافظ على خزانة دولته ممتلئة (كان العديد من جنوده مرتزقة مكلفين).
المفهوم بأن يكون للملك لمسة قادرة على أن تشفي كل الجراحات قد يكون مصدرها بيروس. كما ذكر بلينيوس الأكبر، أنه لإصبع قدم بيروس في رجله اليمنى المقدرة على شفاء أمراض الطحال بلمسه للمريض فقط. لا يمكن لإصبع قدمه أن يحترق لذلك عندما قاموا بحرق جسده، وضعوا اصبعه في صندوق واحتفظوا به في معبدٍ غير معروف.
وهب بيروس اسمه للمصطلح "النصر البيروسي"، والذي نتج أثر تصريح زُعِم بأنه قاله تبعا لمعركة أسكولوم. في رده على تهنئته لانتصاره في معركة باهظة ضد الرومان، نُقِل بأنه قال: "إذا انتصرنا في معركة أخرى مع الرومان، سنتدمر تماما". بهذا يكون المصطلح نصر بيروسي قد أتى لكي يعلم بمعركة قد فقدت كل قيمتها بسبب تكلفتها الباهظة.
قدم بيروس وحملته في إيطاليا للإغريق فرصة لكي يوقفوا تقدم روما المتزايد في البحر المتوسط. هذا الفشل في انتهاز الفرصة عندما كانت روما لازلت قوة في إيطاليا فقط قد أدلت بعواقب وخيمة. حملة ماجنا غريشيا من قبل الرومان جعلتهم في مواجهة مباشرة مع القرطاجيين، والتي دفعت للحرب البونيقية الأولى. انتصار روما في هذا الصراع يمكن القول بأنه حولها من قوة محلية إلى أحد أقوى الدول في البحر المتوسط. خلال القارن القادم، أدى الفشل من قبل العديد من الممالك ودول المدن الهلنستية لتشكيل صف متحد ضد روما بأن يندماجوا في الإمبراطورية الرومانية، أو في حالة البعض، تحولهم إلى دولة تبعية لروما. في مطلع عام 197 ق.م، أصبحت مقدونيا والعديد من دول المدن الإغريقية تحت تبعية روما؛ في عام 188 ق.م، اجبرت الإمبراطورية السلوقية إلى التنازل عن معظم آسيا الصغرى لصالح حليف روما بيرغامون (بيرغاموم). في عام 133 ق.م، قام أتالوس الثالث، آخر ملوك بيرغامون (باستثناء المتظاهر إيومينيس الثالث)، بتوريث مملكته وأراضيه الكبيرة في آسيا الصغرى لروما برغبة منه. أثناء تدمير كورنث عام 146 ق.م، هَزَمت روما دولة مدينة كورنث وأحلافها في اتحاد آخاين. أنهي الاتحاد واستولت روما على المواقع التي تشكل اليوم اليونان الحالية، وحولوها إلى مقاطعة تحت اسم "مقاطعة مقدونيا". أخيرا، في عام 63 ق.م، قام بومبيوس الكبير بالقضاء على الإمبراطورية السلوقية بعد ضعفها، حيث عزل ملكها وحول أرضها إلى مقاطعة سوريا الرومانية.
كتب بيروس مذكرة شخصية وعدة كتب مختصة عن فن الحرب. فقدت هذه الكتب، ولكن، وفقا لبلوتارخ، أثرت هذه الكتب على حنبعل، وقد لقيت ثناءا من شيشرون.

### حياته الشخصية
تزوج بيروس خمس مرات: أول زوجاته أنتيغون أنجبت له ابنة سميت أوليمبياس وابنا سمي بطليموس تقديرا لزوج أمها. توفيت في عام 295 ق.م، غالبا أثناء الولادة، كون تاريخ وفاتها في نفس سنة ولادة ابنها. زوجته الثانية هي لاناسا، ابنة الملك أغاثقلس السيراقوسي (حكم بين الأعوام 317-289 ق.م)، والذي تزوجها تقريبا في عام 295 ق.م؛ أنجب الزوجين ابنا، الأسكندر. زوجته الثالثة هي ابنة آودوليون، ملك بايونيا. زوجته الرابعة هي الأميرة الإليرية بيرسنا، ابنة الملك باردلس الثاني، (حكم بين الأعوام 295-290 ق.م) والتي أنجبت أصغر أبناء بيروس، هيلينوس. زوجته الخامسة هي ابنة بطليموس كيراونوس، والذي تزوجها في عام 280/281 ق.م.

### أكمل القراءة
- Abbott، Jacob (1901). Makers of History: Pyrrhus. New York and London: Harper & Brothers Publishers. مؤرشف من الأصل في 2024-10-05.
- Cowan، Ross (2009). Roman Conquests: Italy. Barnsley: Pen & Sword Books Limited. ص. 103–147. ISBN:978-1-84-415937-6. مؤرشف من الأصل في 2023-10-04.
- Cowan، Ross (2007). For the Glory of Rome: A History of Warriors and Warfare. London: Greenhill Books. ص. 15–77. ISBN:978-1-85-367733-5. مؤرشف من الأصل في 2024-07-21.
- Franke، P. R. (1989). "CHAPTER 10 PYRRHUS". في Astin، A. E.؛ Walbank، F. W.؛ Frederiksen، M. W.؛ Ogilvie، R. M.؛ Drummond، A. (المحررون). The Cambridge Ancient History: The Rise of Rome to 220 BC. Cambridge: Cambridge University Press. ج. VII, Part 2. ص. 456–485. ISBN:0-521-23446-8. مؤرشف من الأصل في 2025-01-26.
- Leveque، Pierre (1957). Pyrrhos. Paris: E. de Boccard. مؤرشف من الأصل في 2023-10-04.

## وصلات خارجية
- بيروس الإبيري على موقع ليفيوس (الإنجليزية)
- إبيروس على موقع الموسوعة البريطانية (الإنجليزية)

| سبقه ألكيتاس الثاني الإبيري     | ملك إبيروس 307 ق.م. - 302 ق.م.  | تبعه نيوبتوليموس الثاني الإبيري          |
| سبقه نيوبتوليموس الثاني الإبيري | ملك إبيروس 297 ق.م. - 272 ق.م.  | تبعه الإسكندر الثاني الإبيري             |
| سبقه ديميتريوس الأول المقدوني   | ملك مقدونيا 288 ق.م. - 288 ق.م. | تبعه ليسيماخوس بالتشارك مع بيروس الإبيري |
| سبقه أنتيغونوس الثاني جوناتاس   | ملك مقدونيا 274 ق.م. - 272 ق.م. | تبعه أنتيغونوس الثاني جوناتاس            |